# Češnjača (biljni rod)
Češnjača (lučica, lat. Alliaria), rod dvogodišnjeg bilja iz porodice krstašica. Postoji svega dvije ili tri priznate vrste, ljekovita češnjača (A. petiolata) i  A. brachycarpa. Rod je raširen od Europe pa do Himalaja. A. taurica (Adam) V.I.Dorof., ograničena je na Kavkaz
- A. petiolata
- A. petiolata
- A. petiolata
- A. petiolata, sjemenke